# 平和島駅
平和島駅（へいわじまえき）は、東京都大田区大森北六丁目にある京浜急行電鉄（京急）本線の駅である。駅番号はKK08。

## 歴史
- 1901年（明治34年）2月1日 - 沢田駅として開業。
  - （時期不明） - 学校裏駅に改称。 ただし、沢田駅と学校裏駅を同時に存在した別の駅とする資料もある[1][2]。
- 1950年（昭和25年）2月 - 待避線完成、2面4線となる。
  - （時期不明）駅をやや北に移転。
- 1961年（昭和36年）
  - 9月1日 - 平和島駅に改称。
  - 10月30日 - 駅舎を改築し、木造から鉄筋コンクリート造2階建てとなる[3]。同時に構内踏切を廃止して地下道を新設し、プラットホーム有効長を4両から6両に延伸[3]。
- 1970年（昭和45年）
  - 1月20日 - 上り線ホーム先行高架化[4]。
  - 12月1日 - 下り線ホーム高架化、全面高架駅となる[4]。
- 1997年（平成9年）10月4日 - ホーム有効長を12両編成分に延長。これによって、朝の都営浅草線直通特急が品川まで12両編成で運転されるようになる。
- 2009年（平成21年）2月24日 - 接近メロディを導入。「いい湯だな」が採用される。
- 2010年（平成22年）5月16日 - ダイヤ改正が実施され、エアポート急行（現在は急行に改称）の停車駅となる[5]。
- 2021年（令和3年）
  - 3月27日 - 3・4番線でホームドアの使用が開始される[6]。
  - 6月26日 - 1・2番線でホームドアの使用が開始される[7]。

### 駅名の由来
「沢田」は駅所在地の当時の字であり、付近に沢田通り、沢田交差点などの名を残す。後に改称した「学校裏」は駅所在地が寄木尋常小学校（後の大森第二小学校→開桜小学校）の裏手（西側）にあったため。
現駅名の「平和島」は、駅東側にある京浜第2区埋立地の通称から採られた（当駅自体は平和島には所在していない）。なお、同埋立地が大田区に編入され、正式に「平和島」の町名が定められたのは1968年であり、当駅の駅名改称（1961年）はそれよりも先行している（平和島の由来については「平和島#概要」を参照）。

## 駅構造

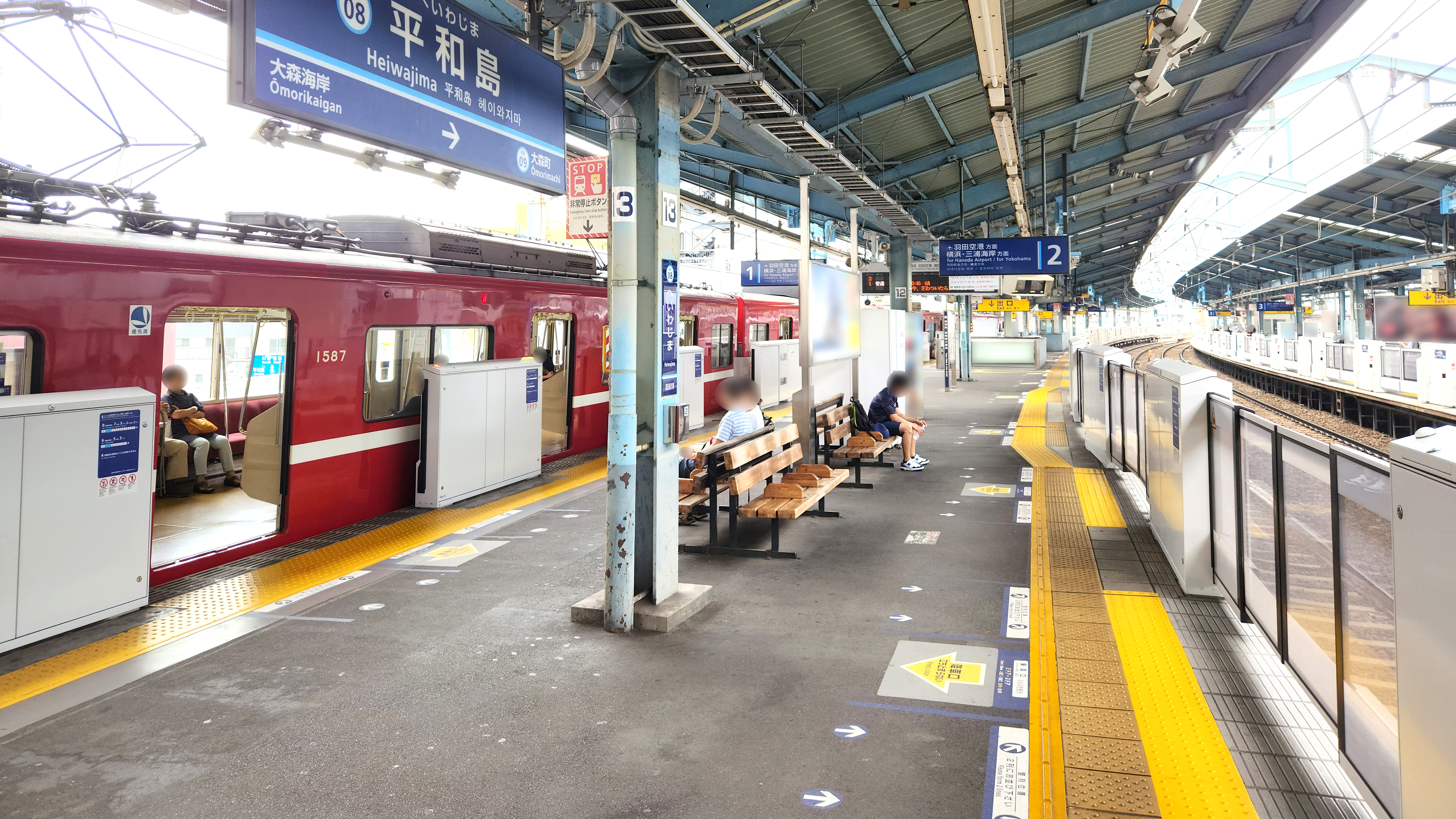
ホーム（2023年7月）

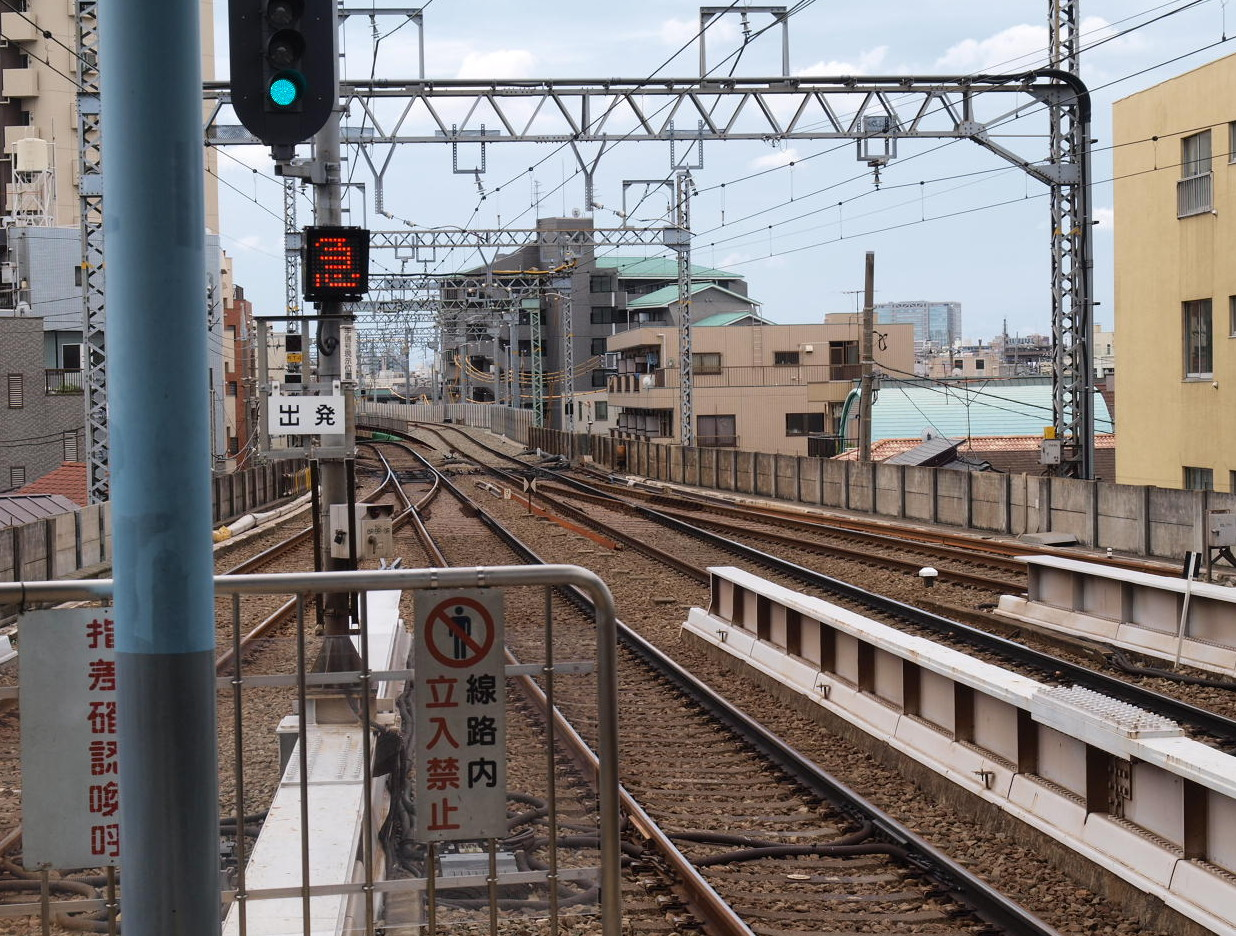
ホームより浦賀方を望む。上り線が高架化されている。（2010年8月）

島式ホーム2面4線を有する高架駅であり、当駅にて通過待避・緩急接続が行われる。内側2線が本線、外側2線が副本線であり、副本線に入線するのは、ほとんどの普通と一部の急行である。また、エアポート特急が設定されていた時期には、エアポート特急が副本線に入線し、快特を待避していた。
以前は品川方に渡り線が設置されていた。
改札内コンコースとホームを結ぶエスカレーターおよびエレベーターが設置されている。トイレは長らく改札外にあったが、2010年には構内に多機能トイレが新設され、置き換えられた。
当駅始発の上り普通品川行きが平日ダイヤの夕方に1本設定されているが、この普通列車は京急蒲田方向から回送され、当駅から営業運転に入る。

### のりば
| 番線 | 路線 | 方向 | 行先                              |
| ---- | ---- | ---- | --------------------------------- |
| 1・2 | 本線 | 下り | 羽田空港方面 / 横浜・三浦海岸方面 |
| 3・4 | 本線 | 上り | 品川・新橋方面                    |

### 接近メロディ
都内の温泉施設の先駆けとなった「平和島温泉クアハウス」（現在の「天然温泉平和島」）があることにちなみ、2009年2月24日から、「いい湯だな」をアレンジしたものを接近メロディとして使用している。メロディはスイッチの制作で、編曲は塩塚博が手掛けた。なお、接近メロディ導入に合わせて、通過列車接近時の警告音の音程が変更されているほか、コンコースには液晶ディスプレイ型発車標、ホームにはLED式発車標が新設された。

## 利用状況
2024年（令和6年）度の1日平均乗降人員は44,102人で、京急線全72駅中10位。快特通過駅の中では最も多い。
近年の1日平均乗降・乗車人員の推移は下表の通りである。
| 年度               | 1日平均 乗降人員 | 1日平均 乗車人員 | 出典     |
| ------------------ | ---------------- | ---------------- | -------- |
| 1990年（平成02年） |                  | 24,299           | [ * 1 ]  |
| 1991年（平成03年） |                  | 24,372           | [ * 2 ]  |
| 1992年（平成04年） |                  | 24,173           | [ * 3 ]  |
| 1993年（平成05年） |                  | 24,647           | [ * 4 ]  |
| 1994年（平成06年） |                  | 24,841           | [ * 5 ]  |
| 1995年（平成07年） |                  | 24,257           | [ * 6 ]  |
| 1996年（平成08年） |                  | 23,668           | [ * 7 ]  |
| 1997年（平成09年） |                  | 23,019           | [ * 8 ]  |
| 1998年（平成10年） |                  | 22,271           | [ * 9 ]  |
| 1999年（平成11年） |                  | 22,060           | [ * 10 ] |
| 2000年（平成12年） |                  | 22,170           | [ * 11 ] |
| 2001年（平成13年） |                  | 22,066           | [ * 12 ] |
| 2002年（平成14年） |                  | 21,811           | [ * 13 ] |
| 2003年（平成15年） | 44,493           | 21,992           | [ * 14 ] |
| 2004年（平成16年） | 43,659           | 21,600           | [ * 15 ] |
| 2005年（平成17年） | 43,475           | 21,510           | [ * 16 ] |
| 2006年（平成18年） | 43,966           | 21,811           | [ * 17 ] |
| 2007年（平成19年） | 44,529           | 21,120           | [ * 18 ] |
| 2008年（平成20年） | 44,823           | 22,326           | [ * 19 ] |
| 2009年（平成21年） | 45,051           | 22,444           | [ * 20 ] |
| 2010年（平成22年） | 44,505           | 22,150           | [ * 21 ] |
| 2011年（平成23年） | 43,452           | 21,598           | [ * 22 ] |
| 2012年（平成24年） | 45,567           | 22,668           | [ * 23 ] |
| 2013年（平成25年） | 46,402           | 23,096           | [ * 24 ] |
| 2014年（平成26年） | 46,488           | 23,107           | [ * 25 ] |
| 2015年（平成27年） | 46,493           | 23,071           | [ * 26 ] |
| 2016年（平成28年） | 46,560           | 23,145           | [ * 27 ] |
| 2017年（平成29年） | 47,873           | 23,795           | [ * 28 ] |
| 2018年（平成30年） | 48,608           | 24,175           | [ * 29 ] |
| 2019年（令和元年） | 48,639           | 24,131           | [ * 30 ] |
| 2020年（令和02年） | 36,392           |                  |          |
| 2021年（令和03年） | 36,555           |                  |          |
| 2022年（令和04年） | 38,971           |                  |          |
| 2023年（令和05年） | 42,038           |                  |          |
| 2024年（令和06年） | 44,102           |                  |          |

## 駅周辺

### 官公庁・公共施設
- 東京消防庁大森消防署
- 大田区役所大森西特別出張所
- 大田区立大森東図書館
- 大田区立平和の森会館
- 東京都水道局大田営業所

### 教育機関
- 大田区立大森第二中学校
- 大田区立大森東小学校
- 東京都立美原高等学校

### 郵便局・金融機関
- 大森東一郵便局
- 大森北六郵便局
- 大森西二郵便局

### 史跡・自然
- 平和の森公園
- 平和島公園
- 大森ふるさとの浜辺公園
  - 大森海苔のふるさと館

### 店舗
- FINE DAILY MARKET 京急ストア 平和島店
- BIG FUN平和島
- ツヅノ薬局本店

### 競技場
- 平和島競艇場
- 大田区立大森スポーツセンター

### 法人
- タワーレコード本社
- 京急開発株式会社本社
- 京浜急行バス大森営業所

### 交通
- 国道15号（第一京浜）

- 東京都道318号環状七号線（環七通り）

### バス路線
京浜急行バスにより運行されている。各路線の詳細は羽田営業所もしくは大森営業所を参照。
- 1番乗り場
  - [森24] 京浜島循環（京急）
  - [森31・平和41] 流通センター循環（京急）（平日・土曜朝夕・夜間のみ）
  - [森32] 城南島循環（京急）（平日昼間は大田市場経由）
  - [森36・森41] 京浜島・昭和島循環（京急）（平日・土曜のみ）
  - [森43] 大田市場行（京急）（平日・土曜・休日夜間のみ）
  - [森48] 野鳥公園循環（大田市場休場日の平日のみ運行）
- 3番乗り場
  - [森21・森23 - 森26・森31・森32・森36・森43・森48] 大森海岸駅経由 大森駅行（京急）
  - [森27] 八幡通り経由 大森駅行（京急）
- 4番乗り場
  - [森38・平和41・平和54] レジャーランド平和島行（京急）
- 5番乗り場
  - [森56] 大森福祉事務所・八幡通り経由 大森駅行（京急）（平日のみ）
- 6番乗り場
  - [森27] 大森東五丁目行（京急）
  - [森26・56] 北糀谷経由 森ケ崎行（京急）
  - [森21] 北糀谷経由 羽田空港行（京急）
  - [森23] 北糀谷経由 羽田車庫行（京急）

なお、平和島駅⇔BIG FUN平和島の無料送迎バスも運行されている。（京急開発による運行、9時台から22時台までの15分～30分間隔）

## 隣の駅
京浜急行電鉄
 本線
■エアポート快特・■快特
通過
■特急
青物横丁駅 (KK04) - 平和島駅 (KK08) - 京急蒲田駅 (KK11)
■急行
立会川駅 (KK06) - 平和島駅 (KK08) - 京急蒲田駅 (KK11)
■普通
大森海岸駅 (KK07) - 平和島駅 (KK08) - 大森町駅 (KK09)